# Reggimento (Repubblica di Venezia)
Nell'ordinamento dell'antica Repubblica di Venezia i reggimenti erano le circoscrizioni territoriali di base in cui si componevano i domini veneziani. Il nome derivava dal fatto che in tali territori Venezia inviava a "reggere" l'amministrazione propri magistrati, detti appunto genericamente rettori o rappresentanti, per il fatto che essi rappresentavano nella città dominata il potere de la Dominante.

## Struttura e organizzazione
Generalmente un reggimento nasceva da un atto formale di dedizione, cioè da un trattato stipulato tra Venezia e la città assoggettata, in cui quest'ultima, in modo più o meno forzato, accettava di "darsi" alla Repubblica, riconoscendo la sovranità del Doge. In cambio Venezia, divenuta così città dominante, riconosceva alla dominata il generale mantenimento degli ordinamenti pre-veneziani, lasciando dunque sostanzialmente al potere la locale classe dirigente. Il segno del mutato regime era tuttavia l'insediamento di rettori nominati dal Maggior Consiglio, che andavano a porsi al vertice della locale struttura amministrativa.

### Cariche e titoli
Il titolo e il numero dei rettori inviati in un reggimento, nonché la loro durata in carica potevano variare molto da località a località. In ciò intervenivano infatti diverse considerazioni riguardanti l'importanza del luogo e la sua rilevanza strategica, militare ed economica, il tipo di ordinamento su cui il potere veneziano si andava ad innestare, nonché il tipo di funzioni che i magistrati sarebbero andati a svolgere nel reggimento.
Anche i titoli assegnati ai rettori risultavano piuttosto vari. Vi erano infatti quelli di:
- capitano, utilizzato per indicare un governatore militare, spesso affiancato da uno civile;
- castellano, utilizzato nel caso del governatore militare e civile di un castello o di una fortezza;
- conte, utilizzato per indicare un governatore di un territorio retto su base feudale;
- duca, utilizzato nel solo caso del Ducato di Candia, organizzato su modello della madrepatria e dove il Duca svolgeva funzioni analoghe a quelle del Doge di Venezia;
- luogotenente, utilizzato nei solo casi della Patria del Friuli e del Regno di Cipro per indicare che il magistrato veneziano agiva in regime di luogotenenza del Doge in un paese precedentemente retto su base monarchica;
- podestà, utilizzato per indicare il governatore civile di una città o di un grosso borgo, spesso in presenza di un locale consiglio cittadino;
- provveditore, utilizzato per indicare un magistrato di particolare preminenza regionale, con importanti funzioni di comando militare e civile;
- provveditore generale, utilizzato per indicare un sovra-magistrato di speciale importanza, superiore a rettori e provveditori;
- rettore, titolo generico per indicare il magistrato incaricato di un reggimento;
- tesoriere, raro, utilizzato per indicare un magistrato pagatore o esattore.

Il potere dei rettori e il loro rapporto con i locali organi rappresentativi era regolato dai capitoli, cioè dagli articoli del trattato di dedizione e dalle loro successive implementazioni, e dalle commissioni, cioè gli obblighi e i diritti, sia ordinari che speciali, loro assegnati dal governo veneziano al momento della nomina. Ai rappresentanti locali era possibile fare ricorso a Venezia per la modifica dei capitoli o in appello contro le decisioni dei Rettori. Tuttavia la legge proibiva ai consigli cittadini di rivolgersi alla Dominante senza il preventivo assenso del proprio rettore, così che eventuali lamentele potevano essere elevate solo alla scadenza del mandato del rettore e solo quando il suo successore ne riconoscesse le valide motivazioni. Gli obblighi e i diritti dei rettori erano definiti da un'apposita commissione detta dei Correttori dei Reggimenti (o Regolatori dei Reggimenti).

Il rifiuto da parte di un patrizio veneziano all'assegnazione di un reggimento comportava la perdita di tutti gli incarichi pubblici e il pagamento di una pesante multa all'Erario.
Sin dal 1250 ciascun rettore, al rientro nella capitale al termine del proprio mandato, era tenuto ad esporre al Senato una relazione circa lo stato della provincia che aveva amministrato e le azioni di governo da lui condotte. Tale obbligo venne successivamente rinnovato e ampliato con decreto del 15 novembre 1524.

### ICamerlenghi dei Reggimenti
In tutti i reggimenti di Terraferma erano poi presenti dei camerlenghi, responsabili della locale camera fiscale, cioè della tesoreria incaricata della riscossione e della concessione delle regalìe, cioè dei diritti sovrani spettanti alla Repubblica in nome della sovranità del Doge. Questi facevano poi riferimento nella Dominante alla magistratura dei Provveditori Sopra Camere per la verifica contabile e ai Camerlenghi de Comùn, che invece incameravano fisicamente il pagamento.

Nei reggimenti di Terraferma, oltre alle regalie riguardanti miniere, boschi, riserve di caccia, etc. si riscuotevano poi:
- la tansa, imposta personale sull'industria;
- il campatico, imposta sulla proprietà fondiaria;
- la dadia e la taglia, imposte applicate, la prima, alle terre comprese tra Venezia e il Mincio e, la seconda, alle terre al di là del Mincio;
- il sussidio ordinario, imposta sulle proprietà immobiliari da cui erano esclusi i Veneti e gli ecclesiastici;
- la tassa sulle genti d'armi e la tassa sulla banca o alloggi di cavalleria, da cui erano esclusi i Veneti;
- le tasse de mandato dominii applicate in via straordinaria per la costruzione e mantenimento di fortezze, argini, etc.